# 4096×2160
4096×2160は、アメリカの大手映画制作会社が加盟する団体であるDigital Cinema Initiativesが定めた、動画の解像度。いわゆる「4Kデジタルシネマ」「映画の4K解像度」である。
映画館にあるプロジェクタで最も普及している2Kから、この解像度に少しずつ移行している。DCIによって定められた4Kのうち、4096×2160が基本的に使用されている。DCIの規格を受けて、4096×2160のCMOSイメージセンサやDLPチップがソニーやテキサス・インスツルメンツによって生産されたため、多くの業務用、ビデオカメラ、映画カメラ、プロジェクターメーカーで使われている。

## 概要
4096×2160は、画面アスペクト比が1.90:1（正確には1.8962962…:1、256:135、約17:9）の、8.4メガピクセル（884万7360画素）の動画である。現行最もシネコンで使われる映写機（2048×1080 DCI 2K）の縦横それぞれ2倍、4倍の画素数である。
映画でよく使用されるため、順次走査の24フレームでよく使われる。2005年ごろ2048×1080（2K）が少しだけ設置されていた。しかし、その頃のデジタル撮影方法は1080/24P（16:9）が主流だった。また、デジタル映画カメラが登場したものの、海外のメーカから画素数の高いREDが発売されるなど、解像度はまちまちだった。
2012年からの4096×2160の普及とともに映写機と撮影機材の解像度が同じになりつつある。

## 名称
DCIが定めた4Kは映画用途などに使われている。ただし、「4K」と言う場合、他に国際電気通信連合（ITU）が4Kとして定めた2160p（3840×2160）がある。「4K」と表記があっても、ITUとDCIとは異なる。
また、DCIによって定められた4Kには、アスペクトによって複数のフォーマットがある。また、過去には映画関係の4Kにも、これらとは違う解像度が存在した。また映画以外の撮影にも使用されている。つまり正確に表現するには4Kの「4096×2160」とするしかない。
DCIが定める4KマスターはJPEG 2000による圧縮である。

## プロジェクター

### DLP
映写機ではテキサス・インスツルメンツが生産するDLPが、複数のメーカーの映写機で採用されている。2009年6月にDLP Cinema 4Kチップ、2010年8月に DLP Cinema  Enhanced 4Kを発表した。
これらはバルコ、クリスティ・デジタル・システムズ（ウシオ電機）、NECディスプレイソリューションズで採用され、映写機が販売されている。シネコンで導入されているものの多くがこれである。

### 反射型液晶
DLP以外に、ソニーが開発した反射型液晶ディスプレイデバイスSXRD（Silicon X-tal Reflective Display）を用いた映写機があり、ソニーの映写機で採用されている。
日本では、2007年4月16日にTOHOシネマズ六本木ヒルズのスクリーン7（スクリーン幅：20.2メートル）で上映された『スパイダーマン3』ワールドプレミアにて初めて使用された。
2011年10月3日には、ホームシアター用のSXRDをソニーが発表した。同年12月27日には、SXRDを使用した、世界初の家庭用4Kプロジェクターが発売された。

## イメージセンサー
- ソニー「Exmor R」[7]

## カメラ
- ソニー「CineAlta」シリーズ[8]
- キヤノンの「CINEMA EOS SYSTEM」[9]
- RED DIGITAL CINEMA「ウエポン・モンストロ(RED WEAPON MONSTRO)」 - 4K/8K対応、『ジェミニ(RED GEMINI)』 - 4K/5K対応、『ドラゴン・エックス(RED DRAGON-X)』 - 4K/5K対応、『RED RANGER』 - 4K/5K/8K対応
- ARRI 『アレクサ65(ALEXA 65)』 - 4K対応
- パナソニック「VARICAM」、「AU-EVA1」

## 対応施設

### 映画館
日本国内
- 松竹マルチプレックスシアターズ
  - 丸の内ピカデリー
  - 新宿ピカデリー(3番スクリーン)
  - MOVIX伊勢崎
  - MOVIX亀有
  - MOVIX橋本
  - MOVIXさいたま
  - MOVIX三郷
  - MOVIX京都
- TOHOシネマズ
  - TOHOシネマズ新宿(1番、5番、6番、8番、11番、12番スクリーン)
  - TOHOシネマズ日比谷
  - TOHOシネマズ上野
  - TOHOシネマズ府中
  - TOHOシネマズ錦糸町
- ティ・ジョイ
  - 新宿バルト9
  - T・ジョイPRINCE品川
  - 横浜ブルク13
  - こうのすシネマ
  - 梅田ブルク7
  - T・ジョイ博多
- シネマサンシャイン
  - シネマサンシャイン平和島
  - グランドシネマサンシャイン
  - シネマサンシャインユーカリが丘
  - シネマサンシャインかほく
  - シネマサンシャイン下関
- 109シネマズ
  - 109シネマズ二子玉川

## 比較

DCIが定めた4K、2Kと日本におけるHD（1080i）の比較